# Molinos de la rambla de Béjar

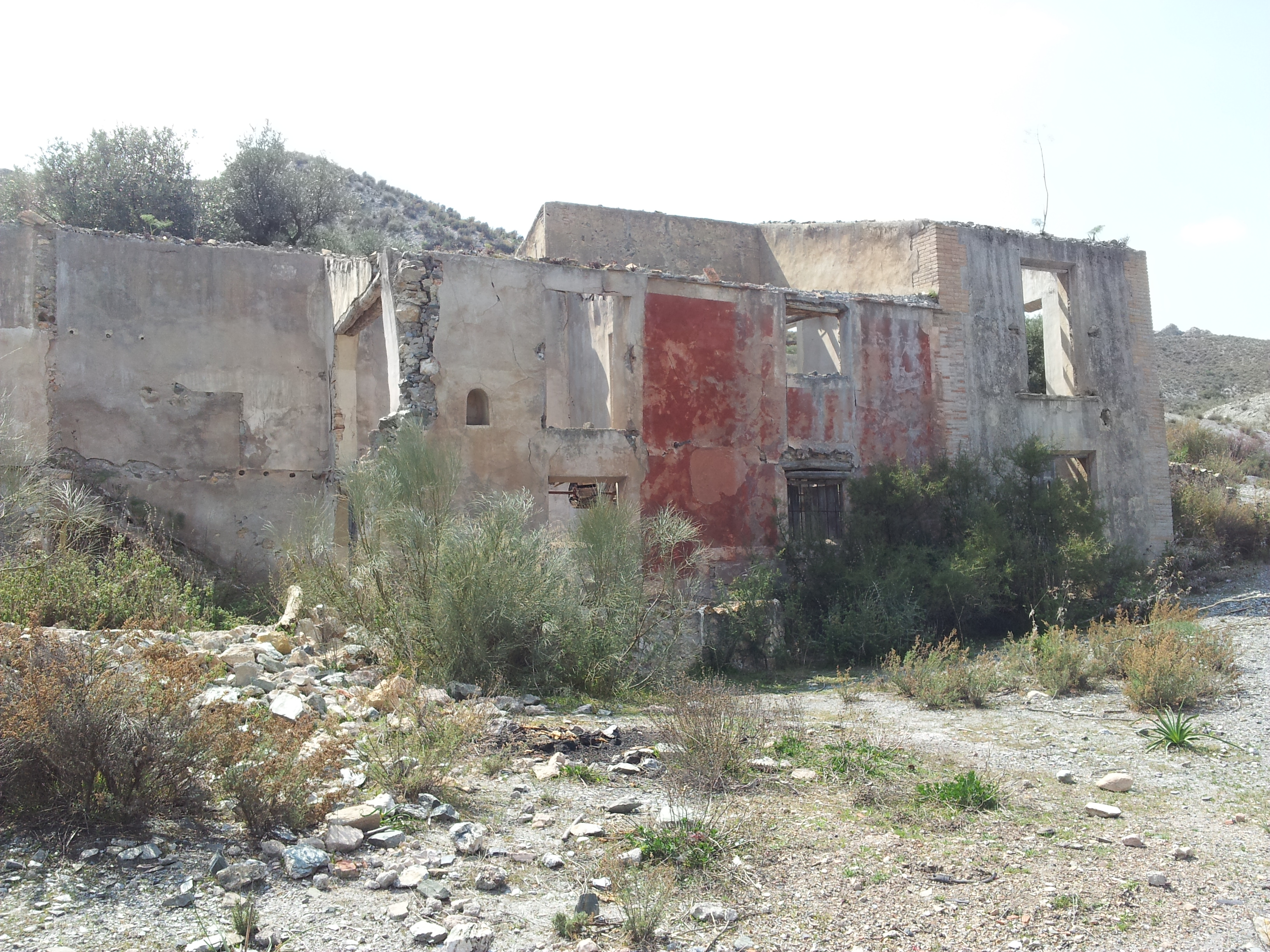
Molino de Bubillos

Molinos hidráulicos situados en la margen derecha de la rambla de Béjar en el término municipal de Puerto Lumbreras (Región de Murcia, España). Su maquinaria es accionada gracias al aprovechamiento de las escorrentías superficiales y las aguas subsuperficiales de la citada rambla y que también son utilizadas para el riego de las tierras situadas en esta margen de la rambla, mayoritariamente cultivos de secano (almendros y olivos).De este modo, en el estrecho de las Peñas de Béjar se construyó una gran presa de sillares que derivaba las aguas a través de una acequia de piedra y cal hidráulica de más de 1,5 kilómetros de longitud de la que se beneficiaron el Molino de las Peñas y el Molino de Bubillos. 

Su construcción se enmarca en el proceso de mejora de las infraestructuras hidráulicas favorecidas por el reformismo borbónico  (construcción de las presas de Puentes y Valdeinfierno en Lorca) y que en un intento de poner en cultivo nuevas tierras mejoraron los sistemas de captación, aprovechamiento y distribución de las aguas en ramblas (como las de Béjar o Nogalte en Puerto Lumbreras) o construyeron nuevos qanats como el de  Beteta en Mazarrón

## Molino de Las Peñas

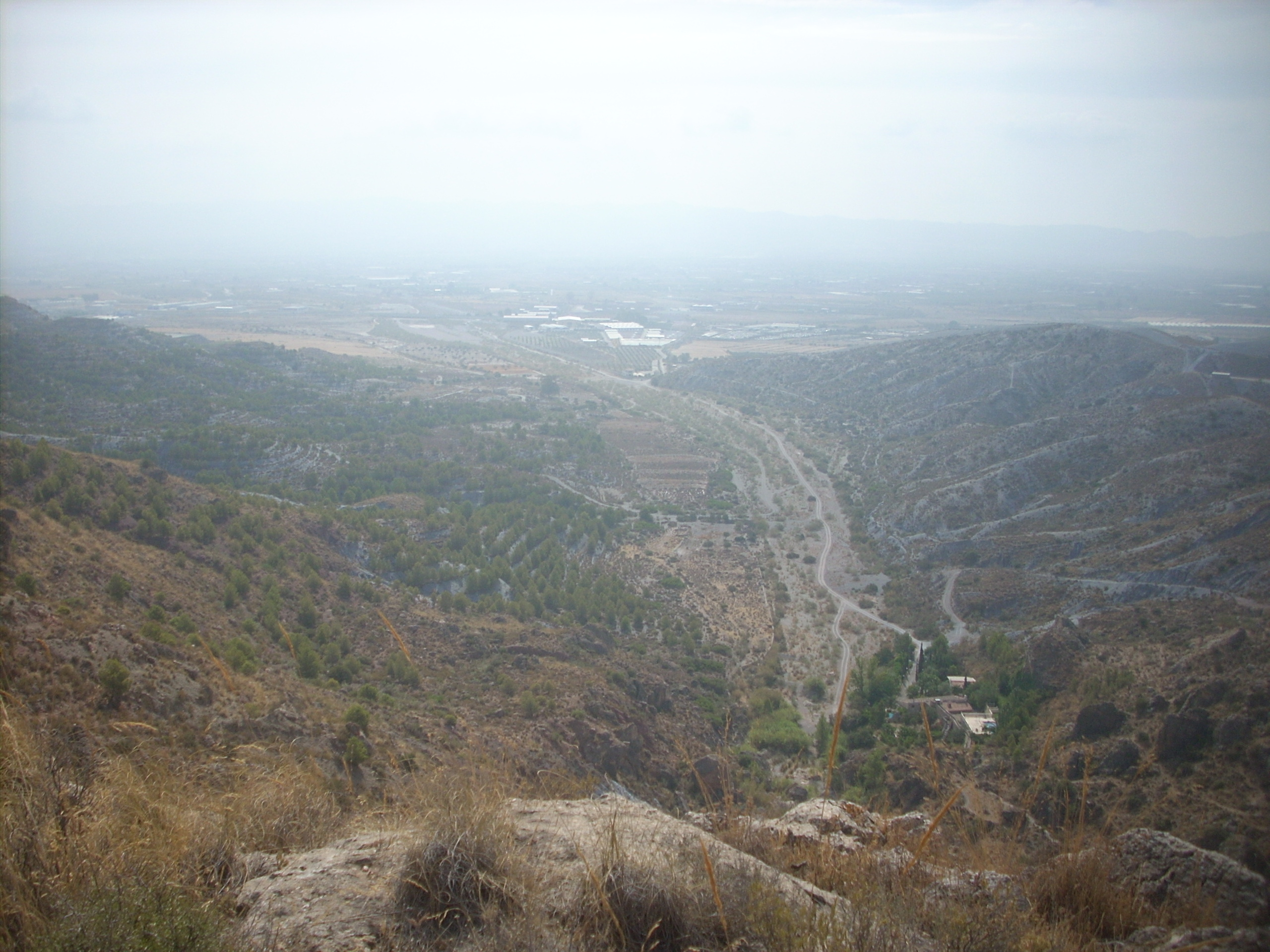
Rambla de Béjar. En primer plano, el Molino de las Peñas

Actualmente se sitúa en una propiedad privada. Fue estudiado por el profesor Gómez Espin en el marco de unos trabajos sobre el aprovechamiento de las aguas en la rambla de Béjar. Fue construido en el año 1767, según consta en la solicitud realizada por D. Alfonso Osorio al Concejo de Lorca. Cuenta con un cubo de tres cuerpos, con una profundidad máxima de 10 metros que recibe el agua de la presa a través de un acequia sustentada mediante arcadas durante más de 60 metros.

## Molino de Bubillos
Localizado aguas abajo de la rambla, a un kilómetro del anterior, también en su margen derecha. El estado de conservación es muy deficiente, con los techos colapsados, conservándose únicamente parte del alzado, el cubo y la maquinaria. El edificio principal tiene tres espacios adosados, cada uno de ellos cuenta con una puerta y ventanas a los lados o en la parte superior.
A la derecha del molino se sitúa la cávea, la salida del agua que fue protegida con un muro de mampostería. En su flanco occidental se observa la balsa con dos canalizaciones, una de entrada y otra de salida. En la parte posterior está el cubo con una anchura de 8-10 dm y una profundidad máxima de 10 metros.